# Hahncappsia pseudobliteralis
Hahncappsia pseudobliteralis là một loài bướm đêm trong họ Crambidae.